# 風早実積
風早実積（かざはや さねつみ、元禄4年（1691年）閏8月29日 - 宝暦3年（1753年）7月15日）は、江戸時代中期の公卿。法名は為空。

## 官歴
- 元禄15年（1702年）：従五位上、侍従
- 宝永3年（1706年）：正五位下、右少将
- 宝永7年（1710年）：従四位下
- 正徳2年（1712年）：右中将
- 正徳4年（1714年）：従四位上
- 享保3年（1718年）：正四位下
- 享保7年（1722年）：従三位
- 享保12年（1727年）：正三位
- 元文4年（1739年）：参議、伊予権守
- 寛保3年（1743年）：従二位
- 宝暦2年（1752年）：出家のため致仕

## 系譜
- 父：風早公長
- 子：風早公雄